# LIFE (吉田拓郎のアルバム)
『LIFE』（ライフ）は、1996年4月19日に吉田拓郎がリリースした2枚組のベスト・アルバムである。

## 解説
拓郎が1970年から1995年までに発表された楽曲を収録したベスト・アルバムで、拓郎が50歳になった記念に発売された作品。拓郎自身が選曲した。
収録曲は、主にエレック・フォーライフのシングル曲から構成されている。フォーライフ以降にリリースされた「君のスピードで」を除いた全楽曲は、アル・シュミットとビル・シュネーによってリミックスが施されている。
このアルバムにしか収録されていない曲がある。アルバムタイトルの「LIFE」と同名曲「Life」（『FOREVER YOUNG』収録）は収録されていない。

## 収録曲
- 作詞・作曲:吉田拓郎（特記以外）

### DISC 1
1. イメージの詩
  - シングル曲。アルバム『青春の詩』より。
2. 今日までそして明日から
  - シングル曲。アルバム『青春の詩』より。
3. 夏休み
  - ライブ・アルバム『よしだたくろう オン・ステージ ともだち』より。
4. 結婚しようよ
編曲:加藤和彦
  - シングル曲。アルバム『人間なんて』より。
5. ハイライト
  - エレックレコードのライブ・アルバム『唄の市 第一集』収録。『唄の市 第一集』では収録されていたMCはカットされている。
6. となりの町のお嬢さん
編曲:松任谷正隆
Remixed by Al Schmitt
  - シングル曲。オリジナルアルバム未収録。
7. 明日に向って走れ
編曲:松任谷正隆
Remixed by Bill Schnee
  - シングル曲。アルバム『明日に向って走れ』より。
8. どうしてこんなに悲しいんだろう
編曲:松任谷正隆
Remixed by Al Schmitt
  - アルバム『明日に向って走れ』より。アルバム『人間なんて』に収録されている楽曲のリメイク・バージョン。
9. たえこMY LOVE
編曲:石川鷹彦
Remixed by Al Schmitt
  - シングル曲。オリジナルアルバム未収録。
10. もうすぐ帰るよ
作詞:岡本おさみ / 編曲:吉田拓郎・石川鷹彦
Remixed by Bill Schnee
  - シングル曲。オリジナルアルバム未収録。
11. 舞姫
作詞:松本隆 / 編曲:松任谷正隆
Remixed by Al Schmitt
  - シングル曲。オリジナルアルバム未収録。
12. 外は白い雪の夜
作詞:松本隆 / 編曲:吉田拓郎
Remixed by Bill Schnee
  - アルバム『ローリング30』より。
13. 流星
編曲:鈴木茂
Remixed by Bill Schnee
  - シングル曲。オリジナルアルバム未収録。
14. 春を待つ手紙
編曲:吉田拓郎
Remixed by Bill Schnee
  - シングル曲。オリジナルアルバム未収録。
15. いつか夜の雨が
作詞:岡本おさみ / 編曲:Booker T. Jones
Remixed by Al Schmitt
  - シングル曲。アルバム『Shangri-La』より。
16. 元気です
編曲:青山徹・大村雅朗
Remixed by Bill Schnee
  - シングル曲。アルバム『アジアの片隅で』より。

### DISC 2
1. 唇をかみしめて
編曲:広島二人組
Remixed by Bill Schnee
  - シングル曲。オリジナルアルバム未収録。
2. あいつの部屋には男がいる
編曲:吉田拓郎
Remixed by Bill Schnee
  - シングル曲。アルバム『マラソン』より。
3. I'm In Love
編曲:吉田拓郎
Remixed by Al Schmitt
  - シングル曲。アルバム『情熱』より。
4. すなおになれば
編曲:吉田拓郎・瀬尾一三
Remixed by Bill Schnee
  - シングル曲。アルバム『MUCH BETTER』より。
5. シンシア '89
編曲:吉田拓郎
Remixed by Al Schmitt
  - アルバム『ひまわり』より。かまやつひろしと連名で発表した曲「シンシア」のソロ・バージョン。
6. 落陽
作詞:岡本おさみ / 編曲:吉田拓郎
Remixed by Al Schmitt
  - シングル曲。アルバム『176.5』より。スタジオ録音バージョン。
7. 祭りのあと
編曲：吉田拓郎
Remixed by Al Schmitt
  - シングル「落陽」のc/w曲。アルバム『176.5』より。リメイクバージョン。
8. 男達の詩
編曲:吉田拓郎
Remixed by Bill Schnee
  - シングル曲。オリジナルアルバム未収録。アルバムバージョンはアルバム『detente』に収録されている。
9. 地下鉄にのって
作詞:岡本おさみ / 編曲:吉田拓郎
Remixed by Al Schmitt
  - アルバム『detente』より。猫への提供曲。
10. 吉田町の唄
編曲:吉田拓郎
Remixed by Al Schmitt
  - シングル曲。アルバム『吉田町の唄』より。
11. ロンサム・トラベリンマン
編曲:石川鷹彦
Remixed by Al Schmitt
  - ライブアルバム『TRAVELLIN' MAN LIVE AT NHK STUDIO 101』より。
12. まだ見ぬ朝
編曲:吉田拓郎
Remixed by Bill Schnee
  - シングル「恩師よ/まだ見ぬ朝」のc/w曲。オリジナルアルバム未収録。
13. 恩師よ
作詞:松本隆 / 編曲:吉田拓郎
Remixed by Bill Schnee
  - シングル曲。オリジナルアルバム未収録。
14. 君のスピードで
編曲:吉田拓郎
  - シングル曲。アルバム『Long time no see』より。